# Веэрпалу, Андрус
Андрус Веэрпалу (эст. Andrus Veerpalu, род. 8 февраля 1971 года в Пярну, Эстонская ССР, СССР) — эстонский лыжник, двукратный олимпийский чемпион на дистанции 15 км классическим стилем и двукратный чемпион мира (30 и 15 км классическим стилем). Специализировался на длинных дистанциях классическим стилем.
Пять раз признавался лучшим спортсменом года в Эстонии (1999, 2001, 2002, 2006, 2009). Участник шести подряд зимних Олимпиад (1992, 1994, 1998, 2002, 2006 и  2010). За карьеру выиграл 6 этапов Кубка мира. В 2005 году был награждён престижной Хольменколленской медалью (единственный эстонец, кто был удостоен этой чести).
Владеет эстонским, финским и русским языками. Рост — 182 см, вес — 73 кг. Тренер — Мати Алавер.
После побед на Олимпиадах был награждён орденом Эстонского Красного Креста 1-й степени (2002) и орденом Белой звезды 1-й степени (2006). После допингового скандала лишён наград решением президента Эстонии 15 апреля 2021 года.

## Допинговый скандал 2011 года
23 февраля 2011 года, за день до начала чемпионата мира 2011 года, объявил о завершении карьеры из-за проблем со здоровьем. В апреле 2011 года стало известно, что он подозревается в употреблении допинга. Допинг-проба «A» Веэрпалу оказалась положительной на наличие запрещённых веществ, предположительно гормон роста HGH, который используется для более быстрого восстановления и наращивания мышц. В августе 2011 года Андрус был дисквалифицирован за применение гормона роста на 3 года (до 23 февраля 2014-года — последнего дня Олимпийских игр в Сочи) вместо стандартных двух из-за того, что лыжник отказался сотрудничать с антидопинговым комитетом Международной федерации лыжного спорта (FIS) и задержал вскрытие пробы «В».
После дисквалификации Веэрпалу заявил об уходе из профессионального спорта и позже подал апелляцию в Спортивный арбитражный суд (CAS). После продолжительного расследования CAS отменил трёхлетнюю дисквалификацию спортсмена, мотивируя своё решение тем, что «процедурные ошибки могли привести к псевдоположительному допинг-тесту». CAS также отметил, что «есть много факторов, которые склоняют к выводу, что Андрус Веэрпалу, на самом деле, вводил себе экзогенный гормон роста». Результатам теста на определение HGH, по заявлению арбитров, можно доверять, несмотря на то, что гормон роста остается одним из самых трудноопределяемых веществ. Однако, FIS «не смогла достичь приемлемых стандартов доказательств, которые необходимы, чтобы избежать риска получения псевдоположительных результатов». По требованию CAS, FIS должна выплатить Веэрпалу 8000 евро в качестве компенсации судебных издержек.

## Допинговый скандал 2019 года
Во время чемпионата мира по лыжным видам спорта 2019 года, проходившего в Австрии, стало известно, что тренер эстонской команды Мати Алавер принуждал членов команды принимать допинг. В дальнейшем стало известно, что в допинговой схеме был также замешан в качестве посредника и Андрус Веэрпалу. Из-за пандемии COVID-19 судебное разбирательство было отложено до 2021 года. 15 апреля 2021 года антидопинговый отдел Спортивного арбитражного суда признал Веэрпалу виновным и наложил на него запрет на спортивную деятельность (ни в качестве тренера, ни в качестве спортсмена) под эгидой FIS до 17 марта 2023 года.
После обнародования решения CAS президент Эстонии Керсти Кальюлайд подписала решение о лишении Андруса Веэрпалу государственных наград Эстонии, которыми он был награждён ранее.

## Победы на этапах Кубка мира
| № | Сезон   | Дата        | Место                | Гонка          |
| - | ------- | ----------- | -------------------- | -------------- |
| 1 | 2002/03 | 15 фев 2003 | Азиаго               | 10 км классика |
| 2 | 2002/03 | 3 мар 2003  | Хольменколлен        | 50 км классика |
| 3 | 2003/04 | 13 дек 2003 | Давос                | 15 км классика |
| 4 | 2003/04 | 17 янв 2004 | Нове Место-на-Мораве | 15 км классика |
| 5 | 2004/05 | 8 янв 2005  | Отепя                | 15 км классика |
| 6 | 2004/05 | 12 мар 2005 | Хольменколлен        | 50 км классика |